# Pacte des Catacombes

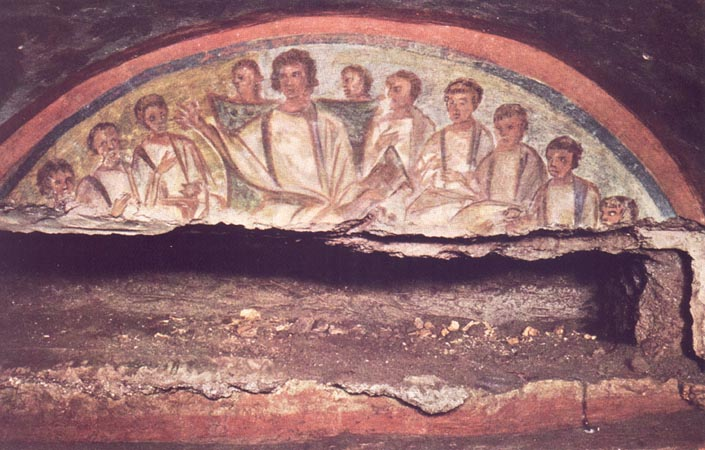
Jésus enseignant aux apôtres, fresque du IVe siècle, catacombes de Domitilla.

Le pacte des Catacombes est un texte signé par 42 évêques le 16 novembre 1965, quelques jours avant la clôture du concile Vatican II, dans les catacombes de Domitilla, à Rome. La majeure partie des signataires venaient de diocèses d'Amérique latine.
Le document enjoignait aux « frères dans l'épiscopat » de mener une « vie de pauvreté », dans une Église « austère et pauvre », suivant les recommandations du pape Jean XXIII.